# 中华人民共和国第十四届学生运动会
中华人民共和国第十四届学生运动会受新冠肺炎疫情影响由2020年8月延期至2021年7月在山东省青岛市举办，是中华人民共和国大学生运动会和中华人民共和国中学生运动会合并改革为后举办的第二届全国学生运动会。
本届运动会结束后，全国学生运动会将与全国青年运动会合并为“全国学生（青年）运动会”，2023年在广西南宁举办。

## 比赛项目
第十四届全国学生运动会共设12个赛项，其中8个常设项目，即田径、游泳、篮球、排球、足球、乒乓球、武术、健美操。根据体育项目在全国的普及情况将帆船、羽毛球作为非常设项目，将沙滩排球、花样跳绳作为竞赛小项。
竞赛场馆以中国海洋大学、中国石油大学（华东）等5所高校，8所高中和相关社会场馆为主。